# Tučkovo
Tučkovo (in russo Тучково?) è una cittadina della Russia europea centrale, situata nell'oblast' di Mosca. Apparteneva amministrativamente al Ruzskij rajon, del quale era il maggiore centro abitato.
Sorge nella parte occidentale dell'oblast', 78 chilometri ad ovest di Mosca, lungo la linea ferroviaria Mosca-Vjaz'ma.
Fondata nel 1904, ottenne lo status di insediamento di tipo urbano il 20 febbraio 1934.